# 盲用電腦系統
盲用電腦系統指盲人使用的计算机。盲人可透過在一般電腦上安裝屏幕閱讀軟件（screen reader），將電腦顯示的文字透過語音合成系統（text to speech engine）將之閱讀出來。或配合點字顯示機（refreshable braille display）即時顯示相應的點字。除此之外，亦可使用點字打印機（braille embosser）將電腦文件機器化地列印在紙上。
而在輸入方面，由於盲人不懂書寫一般的漢字，故有盲用中文輸入法的產生。它的原理是主要透過使用詞語的輸入來解決大部分一字多音的問題，這亦能加快輸入的速度；對於單字則加入簡單的說明以協助用者選擇正確的同音異字。
另外，台灣目前提倡中途失明的視障者使用倉頡輸入法與嘸蝦米輸入法，因為是以拆解中文字型結構為主的輸入法，故不會產生一音多字的問題。倉頡輸入法與嘸蝦米輸入法特別適合「中途失明」的視障者學習，因為他們在失明之前已經受過一般國文教育，學會使用中文字，因此知道如何寫作中文，也清楚中文字的字型。

## 請參考
- 點字
- 點字機
- 點字顯示機
- NVDA